# Aysenoides parvus
Aysenoides parvus är en spindelart som beskrevs av Ramírez 2003. Aysenoides parvus ingår i släktet Aysenoides och familjen spökspindlar. Inga underarter finns listade.